# Іглиця пелагічна
Іглиця пелагічна (Syngnathus phlegon) — вид морських іглиць, що мешкає в Середземному морі і прилеглих ділянках східної Атлантики. Морська пелагічно-неретична риба, що сягає 20.0 см довжиною.